# 黃和聯
黃和聯（1959年12月21日—2014年6月21日），是一位馬來西亞政治人物。他是前詩巫國會選區（P.212）國會議員 兼砂拉越州武吉亞瑟選區（N.45）州立法議員。此外，他也曾是馬來西亞民主行動黨砂拉越州主席。
黃和聯是在1996年砂拉越州選舉時，以微差226票擊敗來自人聯黨也是當時砂州副首席部長的丹斯理黃順開之後，一舉成名。但是在2001年的砂州選舉敗給嚴建安，卻又在2006年砂州選舉再次奪回該選區。2010年5月16日，在砂拉越詩巫的國會補選中，以398票多數票擊敗來自人聯黨的候選人，並首次中選國會議員及在馬來西亞國會中發言。2011年4月16日，黃和聯在砂州選舉再度蟬聯武吉亞瑟（Bukit Assek）區州議員，並且打破該選區 “議員無法蟬聯” 的魔咒，擊敗來勢洶洶的國陣候選人，並且以8000多票多數票成功捍衛州議席。
他于2012年12月20日，在澳洲度假時感到身體不適，后被診斷出后腦長有微粒腫瘤，患上神經膠質腦瘤病，自此，他就長期在新加坡進行化療醫治，但間中仍返回其選區為民服務。2014年6月21日去世，享年55岁。他被民主行動黨评为砂拉越革命巨人，为该党服务28年，带领砂拉越民主行動黨创下辉煌的成绩。